# Comuna Hrabarivka, Pișceanka
Hrabarivka sau Grabarovka (în ucraineană Грабарівка) este o comună în raionul Pișceanka, regiunea Vinnița, Ucraina, formată din satele Hrabarivka (reședința) și Verhnea Slobidka.

## Demografie
Componența lingvistică a satului Hrabarivka
     Ucraineană (94,45%)
     Rusă (2,77%)
     Română (2,4%)
     Alte limbi (0,18%)
Conform recensământului din 2001, majoritatea populației satului Hrabarivka era vorbitoare de ucraineană (94,45%), existând în minoritate și vorbitori de rusă (2,77%) și română (2,4%).